# The Next Gentleman
The Next Gentleman – Quý Ông Hoàn Mỹ là cuộc thi tìm kiếm người mẫu truyền hình thực tế của Việt Nam dành cho thí sinh nam. Mùa đầu tiên của chương trình áp dụng format tương tự The Face và được phát sóng trên kênh YouTube, VTVcab và On Sports+ từ năm 2022.
Vào ngày 29 tháng 2 năm 2024, The Next Gentleman thông báo mùa thứ hai sẽ có format hoàn toàn mới, trò chơi sinh tồn và không còn vai trò mentor như mùa trước, thay vào đó vai trò mới là supporter.

## Host và vai trò khác
| Mentor       | Mùa | Mùa |
| Mentor       | 1   | 2   |
| ------------ | --- | --- |
| Xuân Lan     | ✔   |     |
| Hà Anh       | ✔   |     |
| Hương Giang  | ✔   |     |
| Giám khảo    | Mùa | Mùa |
| Giám khảo    | 1   | 2   |
| Dược sĩ Tiến |     | ✔   |
| Hương Giang  |     | ✔   |
| Alex Fox     |     | ✔   |
| Hữu Long     |     | ✔   |
| Supporter    | Mùa | Mùa |
| Supporter    | 1   | 2   |
| Hoàng Thùy   |     | ✔   |
| Hương Ly     |     | ✔   |
| Lê Thu Trang |     | ✔   |
| Mai Ngô      |     | ✔   |
| Mâu Thủy     |     | ✔   |
| Như Vân      |     | ✔   |
| Host         | Mùa | Mùa |
| Host         | 1   | 2   |
| Dược sĩ Tiến | ✔   | ✔   |
| Hương Giang  |     | ✔   |

## Các mùa
| Mùa | Phát sóng           | Quán quân         | Á quân                             | Các thí sinh khác theo thứ tự loại trừ | Tổng số thí sinh |
| --- | ------------------- | ----------------- | ---------------------------------- | --- | ---------------- |
| 1   | 18 tháng 2 năm 2022 | Phạm Văn Kiên     | Nguyễn Minh Khắc & Nguyễn Minh Kha | Nguyễn Văn Dũng, Nguyễn Hoàng Anh, Hữu Thanh Tùng, K' Brơi, Elia Marchetti, Lương Gia Huy, Mai Hồng Khánh, Hoàng Quang Sơn, Nguyễn Văn Lừng, Nguyễn Vũ Linh, Nguyễn Hải Anh, Hồ Nhật Quang, Nguyễn Quang Thuận, Đỗ Xuân Phong, Lưu Cao Phát                                                                                   | 18               |
| 2   | 2 tháng 8 năm 2024  | Nguyễn Xuân Thắng | Chip Nguyễn & Kang Chul            | Hứa Quý Long, Nguyễn Đình Pháp, Đoàn Bảo Ân, Nhâm Phương Nam, Đinh Công Đoàn, Nguyễn Xuân Đạt, Nguyễn Hoàng Sơn, Khoai Vũ, Trần Phước Nguyên, Nguyễn Thành Chung, Alex Kim, Hoàng Minh Hưng, Hồ Thái Tài, Lưu Cao Phát, Ngô Việt Hoàng, Nguyễn An Duy, Tạ Công Phát, Trần Lê Vĩnh Đam, Võ Minh Thoại, Hoá Trần, Lê Hoàng Long | 24               |

Màu team
     Team Hà Anh (1)
     Team Hương Giang (1)
     Team Xuân Lan (1)
     Team Hoàng Thùy
     Team Hương Ly
     Team Lê Thu Trang
     Team Mai Ngô
     Team Mâu Thủy
     Team Như Vân
     Team luân phiên